# Veigas (Taramundi)
Veigas (oficialmente, en eonaviego, As Veigas) es una parroquia del concejo de Taramundi, en la comarca del Eo-Navia, Principado de Asturias, España.
En sus 23,25 km² habitan un total de 84 personas (sadei 2008).
A fecha de febrero de 2006 la aldea de Veigas se encuentra deshabitada. Se halla a unos 400 metros sobre el nivel del mar, a 7 km de la capital del concejo. En ella destaca su iglesia del siglo XVII, dedicada a Santa María de las Nieves.
En el norte de la parroquia se encuentra el conjunto etnográfico de Teixois, en el pequeño pueblo del mismo nombre.

## Entidades de población
- Almallos (Os Armallos)
- Couces (Os Couces)
- Couso (El Couso)
- Esquíos (Os Esquíos)
- Folgueirosa (A Folgueirosa)
- Navallo (O Navallo)
- La Pereira (A Preira)
- Santamarina (Santa Mariña)
- Teijóis (Os Teixóis)
- Turía
- Las Veigas (As Veigas)

### Sitios
- A Barreiroa
- A Casa da Fonte
- A Casa Nova
- As Casas de Baxo [d'Os Couces]
- As Casas de Baxo [d'As Veigas]
- As Casas do Medio
- As Casas de Riba
- O Cuco
- As Forcadeiras
- O Fornigueiro
- A Irexa
- O Lugar de Riba
- As Mestas
- A Pataqueira
- O Peñón
- A Sela da Muller
- O Tendal